# Ion Iliescu
Ion Iliescu, romunski politik, * 3. marec 1930, Oltenița, † 5. avgust 2025, Bukarešta.
Med letoma 1989 in 1996 ter med 2000 in 2004 je bil predsednik Romunije. Med letoma 1996 in 2000 ter med 2004 in 2008 je bil senator.

## Kariera
Iliescu se je rodil 3. marca 1930 v mestu Oltenița na jugu Romunije; njegov oče je bil železniški delavec s komunističnimi prepričanji v času, ko je bila komunistična partija v Romuniji prepovedana. Po izobrazbi je hidrotehnični inženir.
Romunski komunistični partiji se je pridružil leta 1953 in počasi napredoval v njeni hierarhiji; leta 1956 je postal sekretar romunske Zveze komunistične mladine, leta 1965 pa član centralnega komiteja komunistične partije. Nekaj časa je vodil oddelek za propagando centralnega komiteja, med letoma 1967 in 1971 pa je deloval kot minister za mladinske zadeve.
Romunski voditelj Nicolae Ceaușescu se je medtem zaradi vpliva Iliescuja začel počutiti ogroženega, zaradi česar ga je leta 1971 odstranil z vseh pomembnih položajev; postal je podpredsednik sveta okrožja Timiș (1971–74) in predsednik sveta okrožja Iași (1974–79), do leta 1989 pa je upravljal založniško hišo Editura Tehnică. Večidel 80. let ga je kot znanega nasprotnika Ceaușescujevega režima nadzirala tajna policija Securitate.
Potem ko so množične demonstracije 22. decembra 1989 zrušile Ceaușescujev režim (usmrčen je bil z ustrelitvijo tri dni kasneje), je oblast prevzela spontano nastala organizacija Fronta narodne rešitve (Frontul Salvării Naționale, FSN), ki je Iliescuja ustoličila za voditelja. Na prvih povojnih demokratičnih volitvah leta 1990 je v stranko organizirana Fronta zmagala z veliko večino, Iliescu pa je postal predsednik države. Njegovo politiko so sprva predstavljale reforme socialističnega sistema v slogu sovjetske perestrojke, nakar se je proglasil za zahodnoevropsko usmerjenega socialdemokrata. Znova je bil izvoljen leta 1992, leta 1996 pa je izgubil proti liberalno usmerjenemu Emilu Constantinescuju.
Nov predsedniški mandat je osvojil na naslednjih volitvah leta 2000, ko je premagal radikalnega nacionalista Corneliuja Vadima Tudorja. Njegova vnovična zmaga je bila predvsem posledica nezadovoljstva Romunov nad radikalnimi gospodarskimi reformami desnosredinske vlade in nad recesijo v državi, kot tudi Tudorjeva skrajna stališča, ki so odvrnila del predvsem urbanega prebivalstva. Leta 2005 je Iliescuja na čelu Socialdemokratske stranke zamenjal Mircea Geoană, Iliescu pa je leto pozneje bil izvoljen za častnega predsednika stranke.
Leta 2019 se je proti Iliescuju začel sodni postopek zaradi zločinov proti človečnosti, domnevno storjenih po krvavi revoluciji leta 1989.

## Odlikovanja in nagrade
Leta 2002 je prejel zlati častni znak svobode Republike Slovenije z naslednjo utemeljitvijo: »za zasluge pri utrjevanju prijateljskih meddržavnih odnosov med Republiko Slovenijo in Romunijo«.